# Syneches fujianesis
Syneches fujianesis är en tvåvingeart som beskrevs av Yang 2003. Syneches fujianesis ingår i släktet Syneches och familjen puckeldansflugor. Inga underarter finns listade i Catalogue of Life.